# Carrocera
Carrocera település Spanyolországban, León tartományban. Lakosainak száma 440 fő (2024).

## Földrajza
Carrocera Rioseco de Tapia, Santa María de Ordás, Soto y Amío, Los Barrios de Luna, La Pola de Gordón, La Robla és Cuadros községekkel határos.

## Népesség
A település lakosságának változását az alábbi diagram mutatja:
| Lakosok száma | 593  | 574  | 587  | 561  | 565  | 524  | 479  | 451  | 458  | 440  |
|               | 2001 | 2004 | 2007 | 2009 | 2012 | 2014 | 2017 | 2019 | 2022 | 2024 |